# Шуханов, Даниил Васильевич
Даниил (Данила) Васильевич Шуханов (1745—1814) — русский военачальник, генерал-майор Русской императорской армии.

## Биография
Даниил Шуханов родился в 1745 году; происходил согласно архивам из «молдавского шляхетства».
С десятилетнего возраста Шуханов числился на военной службе в Бахмутском гусарском полку.

В ходе Русско-турецкой войны 1787—1791 гг., за успешные действия по отражению турецкого десанта на Кинбурнской косе 18 октября 1787 по представлению самого Александра Суворова был награждён орденом Святого Георгия 4-го класса № 242 
За мужественное поражение неприятеля 1 октября под Кинбурном и за отбитие у него артиллерии.
Принимал участие в польских собятиях 1792 года и подавлении Восстания Костюшко.
20 июня 1799 года Шуханов был удостоен погон полковника.
В Русско-турецкой войне 1806—1812 гг. сражался с турками при Базарджике, Шумле и Рущуке.
Во время вторжения Наполеона в пределы Российской империи служил в Ольвиопольском гусарском полку, который был в резерве Дунайской армии адмирала Павла Васильевича Чичагова.
После изгнания врага с родной земли, Шуханов принимал участие в заграничном походе русской армии, в котором за отличие при Михельсдорфе был удостоен ордена Святого Владимира 3-й степени. Отвага Шуханова в битве под Дрезденом была отмечена золотой саблей с надписью «За храбрость».
15 сентября 1813 года получил чин генерал-майора. В этом звании сражался в битве народов, в боях под Веймаром, и Кейсау, баталии при Франкфурте-на-Майне.
С 1 сентября 1814 года состоял по кавалерии. Даниил Васильевич Шуханов умер в 1814 году.